# Тбіліська духовна семінарія
Тбіліська духовна семінарія (раніше Тіфліська духовна семінарія груз. თბილისის სასულიერო სემინარია) — духовний середній навчальний заклад, що діяв з 1817 до 1919 року в Грузинському екзархаті Російської православної церкви; з 1993 року відновлено як вищий православний освітній заклад Грузинської православної церкви.

## Історія
Тіфліська духовна семінарія була відкрита у Тіфлісі 1817 року й мала два класи: богослов'я та риторики; обов'язковими предметами вважались також старослов'янська, світова історія, математика, словесність, французька та німецька.
1838 року швейцарські архітектори, уродженці міста Лугано брати Джованні та Джузеппе Бернардоцці звели будівлю Тіфліської семінарії, яку часто називали Будинком Зубалова (за іменем його власника).
1891 року указом імператора ректору семінарії присвоєно звання члена Грузинсько-Імеретінської Синодальної Контори.

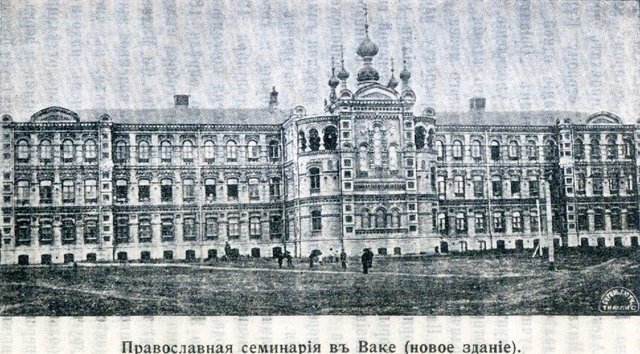
Нова будівля семінарії у Ваке

З 1898 року ректором семінарії був Гермоген (Долганьов), за часів якого, у травні 1899, з числа учнів було виключено Йосипа Джугашвілі.
1903 року в районі Ваке було розпочато будівництво нового комплексу духовної семінарії. Автором проекту став архітектор Олександр Рогойський. 1912 семінарія переїхала до нової будівлі, а стару було переобладнано під готель «Царські номери».
1917 року семінарію було закрито, а будівлю реквізовано.
З 1950 року в старій будівлі розміщується Музей мистецтв Грузії (груз. საქართველოს ხელოვნების მუზეუმი), офіційно відомий як «Музей образотворчих мистецтв імені Шалва Аміранашвілі» (груз. შალვა ამირანაშვილის სახელობის ხელოვნების მუზეუმი).
Деякі будівлі семінарії у в Ваке вціліли. Нині — це 9-та міська лікарня.

## Відновлення діяльності

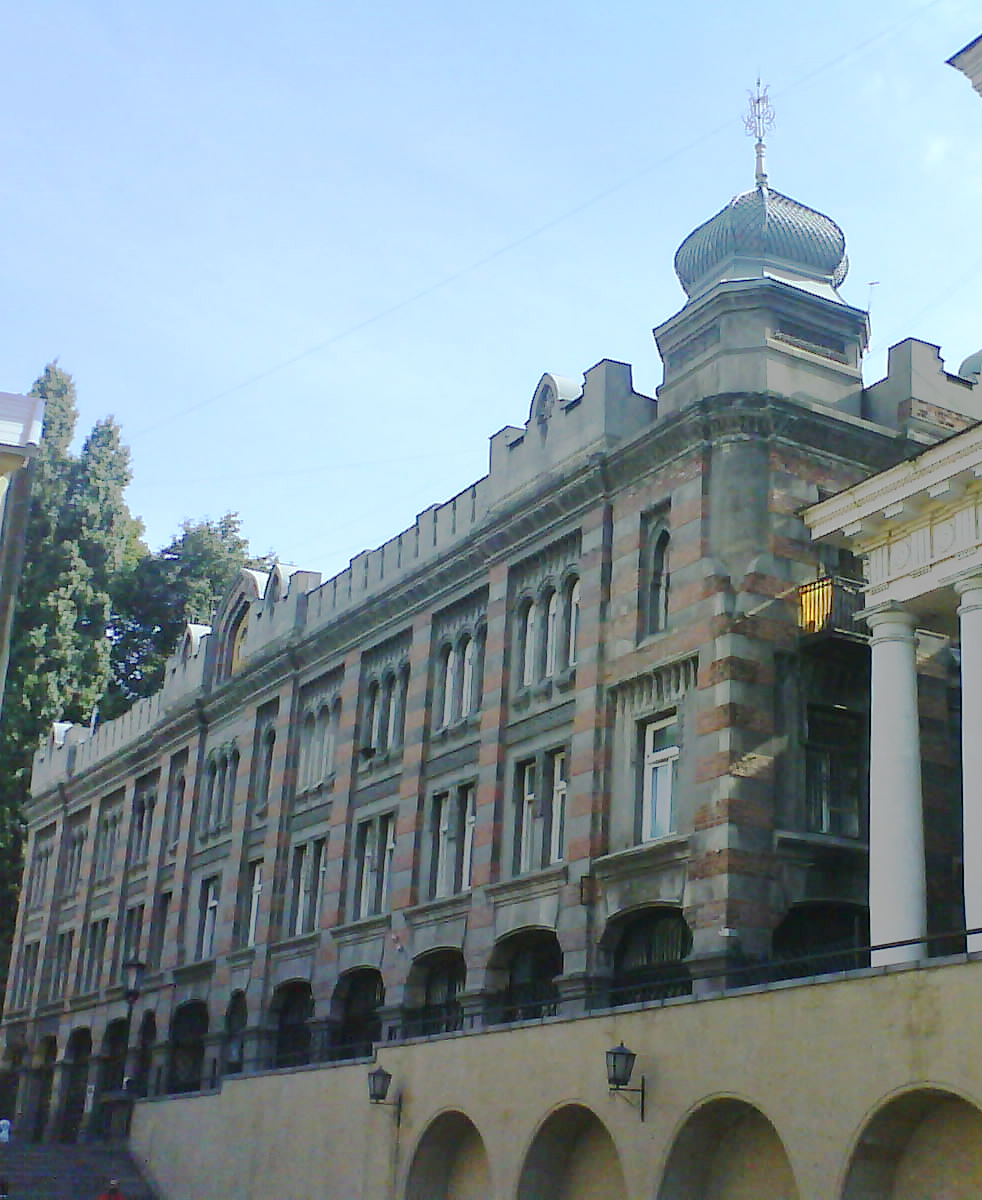
Будівля семінарії після її відновлення

З 1990-х років Тбіліська духовна семінарія за благословінням Католикоса-Патріарха Грузії Іллі II була знову відкрита у нових приміщеннях.

## Ректори
- 1817–1819 — Віталій (Борисов-Жегачев), архімандрит
- 1837–1840 — Сергій (Орлов), архімандрит
- 1851–1858 — Ізраїль (Лукін), архімандрит
- 1860–1868 — Вікторин (Любимов), архімандрит
- 1875 — Корнилій (Орлінков), архімандрит
- 1883–1886 — Павло Чудецький, протоієрей
- 1886–1889 — Паїсій (Виноградов), архімандрит
- 1889–1891 — Микола (Зіоров), архімандрит
- 1891–1893 — Тихон (Морошкін), архімандрит
- 1893–1898 — Серафим (Мещеряков), архімандрит
- 1898–1901 — Гермоген (Долганьов), архімандрит
- 1901–1902 — Стефан (Архангельський), архімандрит
- 1902–1906 — Никандр (Феноменов), архімандрит
- 1906–1907 — Григорій (Вахнін), архімандрит
- 1907–1911 — Пимен (Пєгов), архімандрит
- 1911–1914 — Єрофей (Померанцев), архімандрит
- 1914–1916 — Мелхіседек (Паєвський), архімандрит
- 1917–1921 — Корнелій Самсонідзе-Кекелідзе, протоієрей
- 1993-н/вр — Ілля II, патріарх-католикос

## Відомі викладачі
- 1863 — Яків Гогебашвілі
- 1913–1921 — Антоній (Романовський), ієромонах
- 1875–1877 — Павло Потоцький

## Відомі випускники
- 1783 — Антоній (Багратіоні), Католикос-патріарх Грузії
- 1833 — Йоакім Романов, протоієрей, проповідник
- 1859 — Петро (Кончуєв), єпископ Горійський
- 1877 — Ісидор Рамішвілі, грузинський соціал-демократ
- 1886 — Михайло Цхакая, грузинський революціонер
- 1888 — Філіп Махарадзе, радянський партійний діяч, керівник Грузинської РСР
- 1888 — Каллістрат, Католикос-патріарх Грузії
- Йосип Сталін, керівник СРСР (не закінчив)
- 1890 — Георгій Гурджиєв, філософ-містик, композитор
- 1895 — Христофор III, Католикос-патріарх Грузії
- 1896 — Мелхіседек III, Католикос-патріарх Грузії
- 1901 — Давид Суліашвілі, грузинський радянський письменник
- 1912 — Галактіон Табідзе, грузинський радянський поет
- 1914 — Ілля Мосашвілі, грузинський радянський письменник
- 1917 — Чермен Беджизати, осетинський радянський письменник
- 1918 — Георгій Леонідзе, грузинський радянський поет
- 1918 — Єфрем II, Католикос-патріарх Грузії